# 特倫德爾湖
54°18′18″N 10°10′21″E / 54.30500°N 10.17250°E

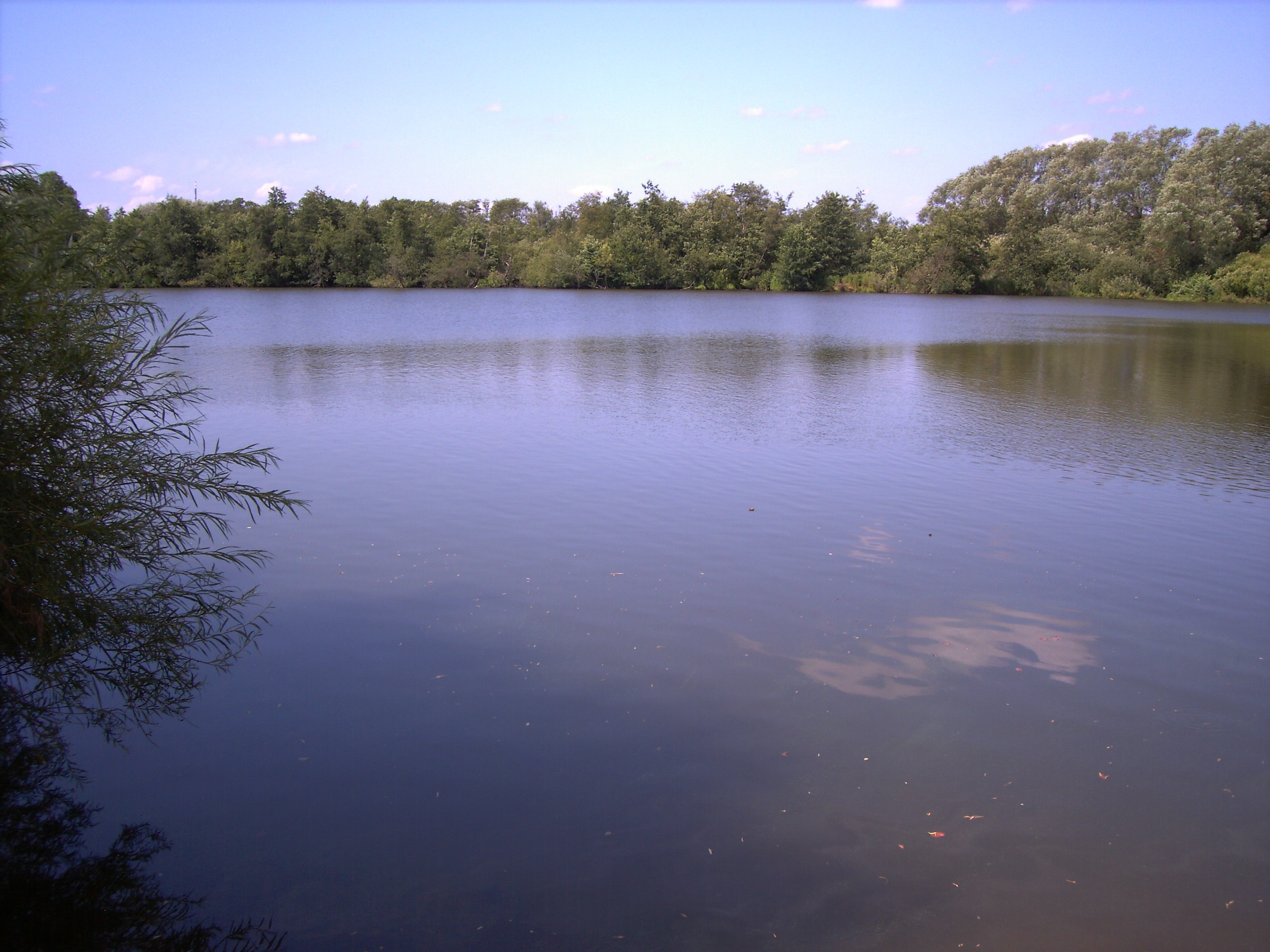

特倫德爾湖（德語：Tröndelsee），是德國的湖泊，位於該國北部石勒蘇益格-荷爾斯泰因州，由基爾負責管轄，距離首都柏林290公里，面積0.24平方公里，海拔高度30米。